# 泰尼西
泰尼西（法語：Thénisy，法語發音：[tenizi] ⓘ）是法国塞纳-马恩省的一个市镇，属于普罗万区。

## 地理
泰尼西（48°29'22"N, 3°10'34"E）面积5.37 平方千米，位于法国法蘭西島大區塞纳-马恩省，该省份为法国北部内陆省份，北起瓦兹省，西接埃松省、马恩河谷省、塞纳-圣但尼省和瓦兹河谷省，南至卢瓦雷省，东南接约讷省，东临马恩省和奥布省，东北接埃纳省。
与泰尼西接壤的市镇（或旧市镇、城区）包括：蒙图瓦地区塞苏瓦、蒙图瓦地区蒙斯、帕鲁瓦、萨万、锡日、蒙图瓦地区索尼奥勒。

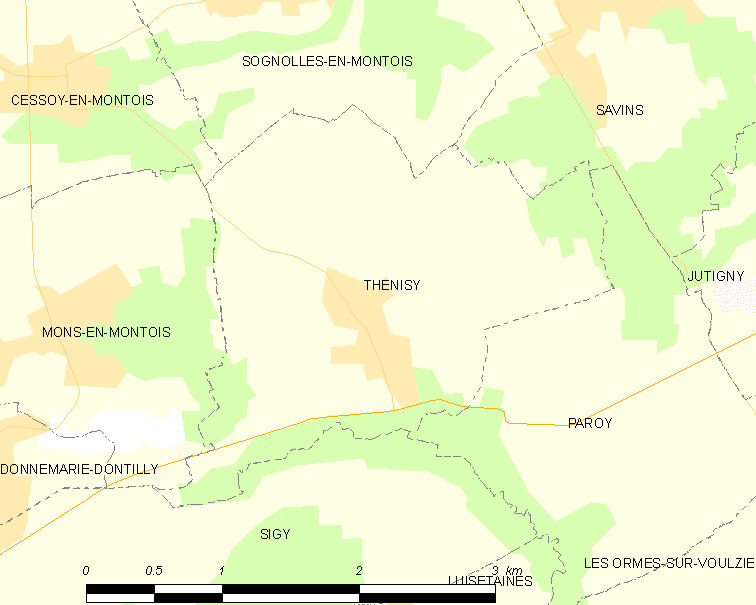
泰尼西的OSM定位图

泰尼西的时区为UTC+01:00、UTC+02:00（夏令时）。

## 行政
泰尼西的邮政编码为77520，INSEE市镇编码为77461。

## 政治
泰尼西所属的省级选区为普罗万县。

## 人口

1962-2008年间泰尼西人口变化图示

泰尼西于2022年1月1日时的人口数量为305人。